# Ґустав Шефер (веслувальник)
Ґустав Шефер (нім. Gustav Schäfer, 22 вересня 1906 — 12 грудня 1991) — німецький академічний веслувальник.
Олімпійський чемпіон 1936 року в одиночці.
Чемпіон Європи 1934 року в одиночці.
Переможець Золотого кубка виклику 1936 року.